# Dylan Alcott
Dylan Martin Alcott (Melbourne, 4 de diciembre de 1990), es un baloncestista en silla de ruedas, jugador de tenis en silla de ruedas, presentador de radio y conferenciante motivacional australiano. Alcott fue miembro del equipo nacional masculino de baloncesto en silla de ruedas de Australia, conocido coloquialmente como los "Rollers" australianos. A la edad de 17 años se convirtió en el ganador más joven de la medalla de oro de baloncesto en silla de ruedas de los "Rollers" australianos, y fue el más joven en competir en la competición de baloncesto en silla de ruedas. En 2014, volvió al tenis en silla de ruedas con el objetivo de participar en los Juegos Paralímpicos de Río de Janeiro 2016. En los Juegos Paralímpicos de 2016 en Río de Janeiro, ganó medallas de oro en el cuadrilátero masculino de individuales y dobles. Fue nombrado el Paralímpico Australiano del Año en 2016 por sus destacados logros en los Juegos Paralímpicos de Río. Además de su carrera deportiva, fue el anfitrión del programa de radio de la tarde del fin de semana en la estación de radio australiana Triple J, y del programa de música en vivo de la ABC The Set, además de ser comentarista del Abierto de Australia 2019. También fue miembro del panel del AFL Footy Show en 2019. Es el único hombre que ha completado el Grand Slam del año calendario en dobles cuádruples, ganando los cuatro títulos principales en 2019; además, también ha ganado un Grand Slam no del año calendario en sencillos cuádruples.

## Vida personal
Dylan Alcott nació en Melbourne, Victoria, de sus padres Martin y Resie. Tiene un hermano mayor, Zack. Nació con un tumor en la médula espinal que fue operado en las primeras semanas de su vida. El tumor fue extirpado con éxito, pero dejó a Alcott parapléjico y tuvo que usar una silla de ruedas.
Alcott asistió a la Escuela de Gramática de Brighton desde el sexto grado, y compitió por Victoria en natación, y por Australia en tenis en silla de ruedas y baloncesto en silla de ruedas. Alcott se graduó en el Brighton Grammar School en 2008.
El primer deporte elegido fue el tenis en silla de ruedas, en el que representó a Australia en numerosas ocasiones, alcanzando una clasificación de 100 en el mundo a la edad de 16 años (4º en el mundo para los menores de 18 años).
Terminó sus estudios en la Universidad de Melbourne y ahora tiene un título en Comercio. Actualmente trabaja como un orador motivacional y como locutor de radio en Triple J.
En su tiempo libre, asiste a festivales de música y se ha hecho conocido por su «crowdsurfing en silla de ruedas». En 2018, lanzó Ability Fest, un festival de música de acceso universal, que presenta senderos para sillas de ruedas, áreas tranquilas para personas con discapacidades sensoriales e intérpretes de Auslan (lenguaje de señas australiano).
Fue miembro del panel en AFL Footy Show hasta que el programa fue cancelado en 2019. El consejo de Alcott para los jóvenes con discapacidad es: «Lo más importante es que por cada cosa que no puedes hacer, hay 10 000 más que puedes. Por cada idiota que te haga pasar un mal rato, hay 10 000 más que valen la pena.»
En 2017, estableció la Fundación Dylan Alcott «con el propósito principal de ayudar a los jóvenes australianos con discapacidades a ganar autoestima y respeto a través del deporte y el estudio». En septiembre de 2017, Alcott fue nombrado patrocinador australiano del Día Internacional de las Personas con Discapacidad.
El libro Able: gold medals, grand slams and smashing glass ceilings, escrito con Grantlee Kieza, fue publicado por ABC Books en 2018.

## Baloncesto

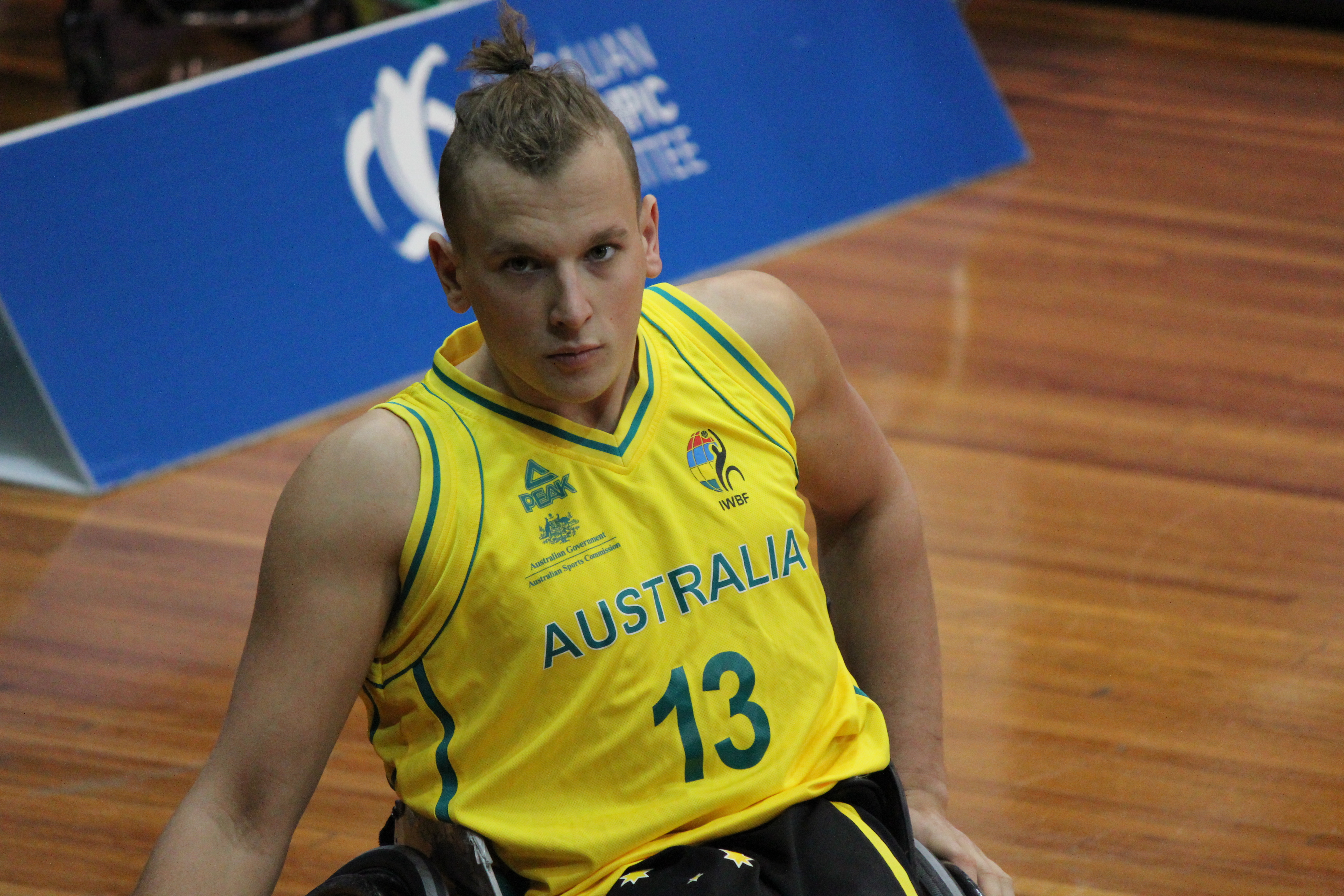
Alcott en un partido contra Gran Bretaña.

Jugó su primer partido de baloncesto en silla de ruedas a los 14 años. Alcott debutó con los Rollers en el Campeonato Mundial, donde ganaron una medalla de bronce. Continuó manteniendo su puesto y fue miembro de los Rollers que viajaron al torneo de calentamiento de los Juegos Olímpicos de Pekín en enero de 2008. El jugador se hizo un nombre en el baloncesto gracias a sus actuaciones en la competición de la liga nacional, compitiendo para los Dandenong Rangers y siendo seleccionado en el equipo de todas las estrellas para 2008. También ha alcanzado el éxito en la competición juvenil, siendo nombrado el Jugador Más Valioso en el Campeonato Nacional Juvenil de Baloncesto.
Formó parte del equipo nacional masculino de baloncesto en silla de ruedas que ganó la medalla de oro en los Juegos Paralímpicos de Pekín 2008, por lo que recibió la Medalla de la Orden de Australia. En sus primeros Juegos Paralímpicos Dylan fue citado: «Tener 17 años y ganar el oro... bueno, no hay nada mejor que eso».
En 2009, Alcott aceptó una beca en la Universidad de Illinois en Urbana-Champaign, donde ganó el campeonato universitario con el equipo de baloncesto en silla de ruedas de la Universidad de Illinois. Después de un año de estudio, decidió volver a Melbourne para entrenar para los Juegos Paralímpicos de Londres 2012.
En 2010, Alcott formó parte del éxito de los Rollers en los Campeonatos Mundiales de 2010 en Birmingham, Inglaterra. Fue el primer campeonato mundial que el equipo australiano de baloncesto en silla de ruedas había ganado, y Alcott fue nombrado en el World All Star 5 para el torneo.
En los Juegos Paralímpicos de verano de 2012, Alcott formó parte del equipo masculino australiano de silla de ruedas que ganó la plata.

## Tenis

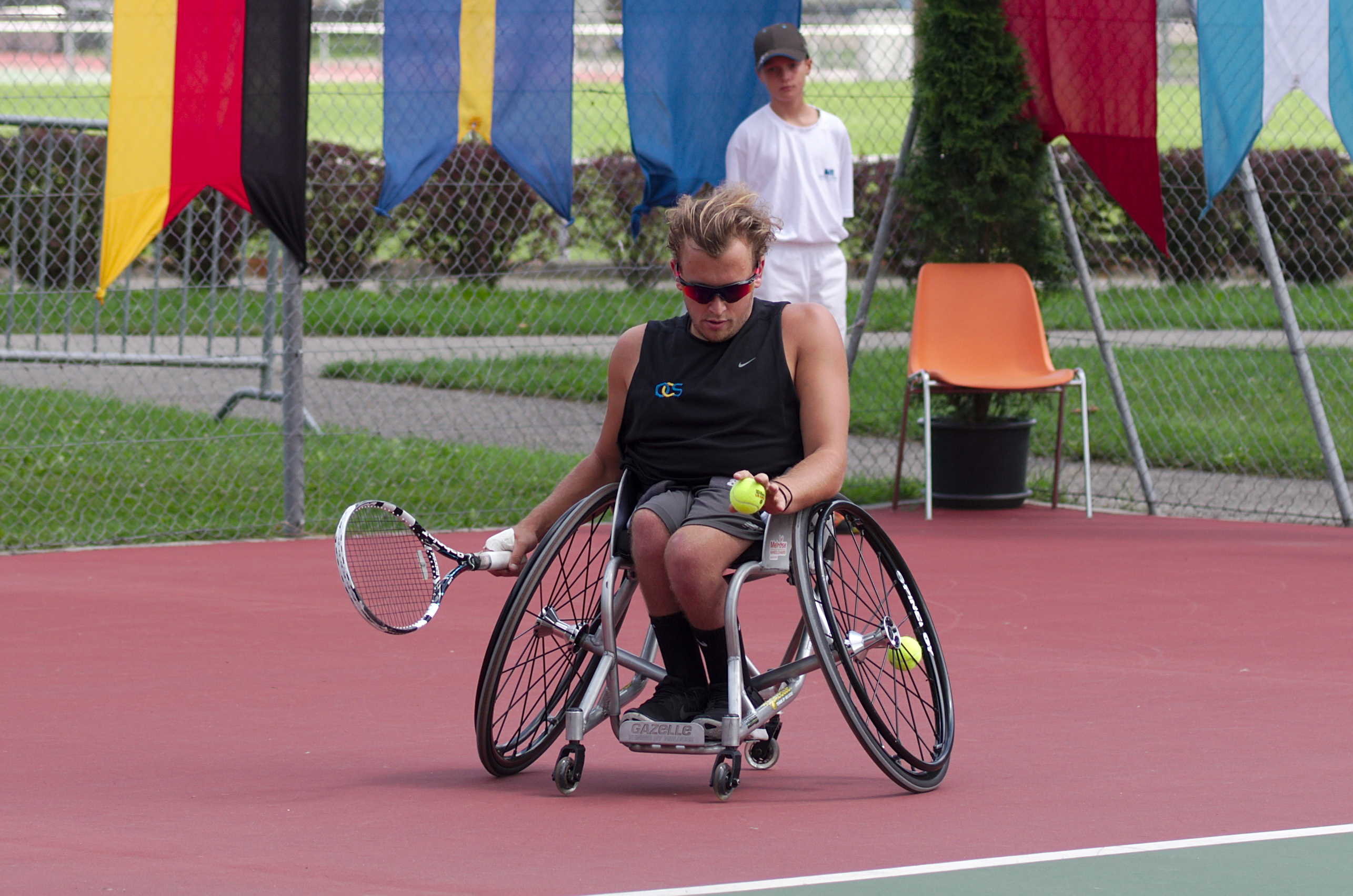
Alcott durante el Abierto de Suiza de 2014 en Ginebra.

En 2014, volvió al tenis en silla de ruedas. A la edad de 16 años, se clasificó entre los cinco mejores juniors del mundo. En julio de 2014, derrotó al número tres del mundo Andy Lapthorne por 7-5, 6-1 en la final del Campeonato Británico de Tenis en Silla de Ruedas en Nottingham para ganar su primera corona de las Súper Series. A principios de año, ganó el Abierto Nueva Zelanda en su segunda aparición en el torneo. En enero de 2015, ganó el título del Abierto Australiano de Silla de Ruedas al derrotar a David Wagner en sets seguidos. Fue su primer título de Grand Slam. Al final de 2015, se clasificó como número 1 después de ganar ocho títulos, incluyendo dos títulos de Grand Slam en individuales. En 2018, Alcott ganó su primer título de Másters de Tenis en Silla de Ruedas en el evento de Quads en individuales.

### Final del torneo del Grand Slam

#### Quads individuales: 12 (11 títulos, 1 subcampeón)
| Resultado | Año  | Torneo                        | Superficie | Adversario     | Puntuación    |
| --------- | ---- | ----------------------------- | ---------- | -------------- | ------------- |
| Victoria  | 2015 | Abierto de Australia          | Dura       | David Wagner   | 6–2, 6–3      |
| Victoria  | 2015 | Abierto de Estados Unidos     | Dura       | David Wagner   | 6–1, 4–6, 7–5 |
| Victoria  | 2016 | Abierto de Australia (2)      | Dura       | David Wagner   | 6–2, 6–2      |
| Victoria  | 2017 | Abierto de Australia (3)      | Dura       | Andy Lapthorne | 6–2, 6–2      |
| Victoria  | 2018 | Abierto de Australia (4)      | Dura       | David Wagner   | 7–6, 6–1      |
| Victoria  | 2018 | Abierto de Estados Unidos (2) | Dura       | David Wagner   | 7–5, 6–2      |
| Victoria  | 2019 | Abierto de Australia (5)      | Dura       | David Wagner   | 6–4, 7–6(7–2) |
| Victoria  | 2019 | Abierto de Francia            | Tierra     | David Wagner   | 6–2, 4–6, 6–2 |
| Victoria  | 2019 | Wimbledon                     | Césped     | Andy Lapthorne | 6–0, 6–2      |
| Perdido   | 2019 | Abierto de Estados Unidos     | Dura       | Andy Lapthorne | 1–6, 0–6      |
| Victoria  | 2020 | Abierto de Australia (6)      | Dura       | Andy Lapthorne | 6–0, 6–4      |
| Victoria  | 2020 | Abierto de Francia (2)        | Tierra     | Andy Lapthorne | 6–2, 6–2      |

Fuente:

#### Quads dobles:13 (6 títulos, 7 finalistas)
| Resultado | Año  | Torneo                    | Superficie | Compañero      | Oponentes                    | Puntuación             |
| --------- | ---- | ------------------------- | ---------- | -------------- | ---------------------------- | ---------------------- |
| Perdido   | 2014 | Abierto de Australia      | Dura       | Lucas Sithole  | Andy Lapthorne David Wagner  | 4–6, 4–6               |
| Perdido   | 2015 | Abierto de Australia      | Dura       | Lucas Sithole  | Andy Lapthorne David Wagner  | 0–6, 6–3, 2–6          |
| Perdido   | 2015 | Abierto de Estados Unidos | Dura       | Gauri Sharma   | Nicholas Taylor David Wagner | 6–4, 2–6, [7–10]       |
| Perdido   | 2016 | Abierto de Australia      | Dura       | Andy Lapthorne | Lucas Sithole David Wagner   | 1–6, 3–6               |
| Perdido   | 2017 | Abierto de Australia      | Dura       | Heath Davidson | Andy Lapthorne David Wagner  | 3–6, 3–6               |
| Perdido   | 2017 | Abierto de Estados Unidos | Dura       | Bryan Barten   | Andy Lapthorne David Wagner  | 5–7, 2–6               |
| Victoria  | 2018 | Abierto de Australia      | Dura       | Heath Davidson | Andy Lapthorne David Wagner  | 6–0, 6–7(5–7), [10–6]  |
| Perdido   | 2018 | Abierto de Estados Unidos | Dura       | Bryan Barten   | Andy Lapthorne David Wagner  | 6–3, 0–6, [4–10]       |
| Victoria  | 2019 | Abierto de Australia (2)  | Dura       | Heath Davidson | Andy Lapthorne David Wagner  | 6–3, 6–7(6–8), [12–10] |
| Victoria  | 2019 | Abierto de Francia        | Tierra     | David Wagner   | Ymanitu Silva Koji Sugeno    | 6–3, 6–3               |
| Victoria  | 2019 | Wimbledon                 | Césped     | Andy Lapthorne | Koji Sugeno David Wagner     | 6–2, 7–6(7–4)          |
| Victoria  | 2019 | Abierto de Estados Unidos | Dura       | Andy Lapthorne | Bryan Barten David Wagner    | 6–7(5–7), 6–1, [10–6]  |
| Victoria  | 2020 | Abierto de Australia (3)  | Dura       | Heath Davidson | Andy Lapthorne David Wagner  | 6–4, 6–3               |

Source:

### Juegos Paralímpicos
Alcott se unió con Heath Davidson para ganar la medalla de oro de dobles en los Juegos Paralímpicos de Río de Janeiro 2016.  Derrotaron a los actuales campeones David Wagner y Nick Taylor en el partido por la medalla de oro 4-6, 6-4, 7-5.[2] El día después de ganar el oro en los dobles masculinos, derrotó a Andy Lapthorne 6-3, 6-4 para ganar la medalla de oro en los dobles masculinos.

## Reconocimientos

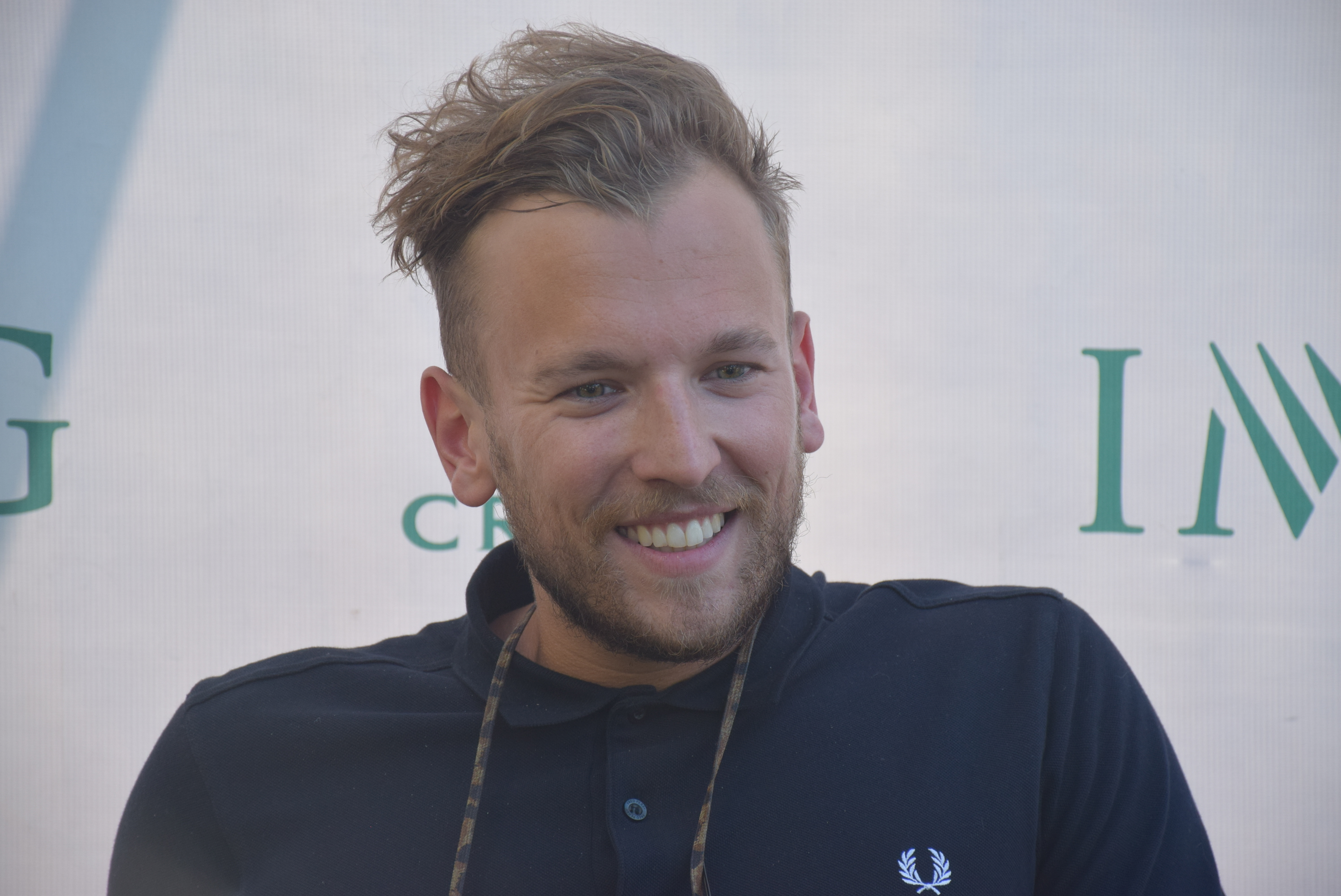
Dylan Alcott.

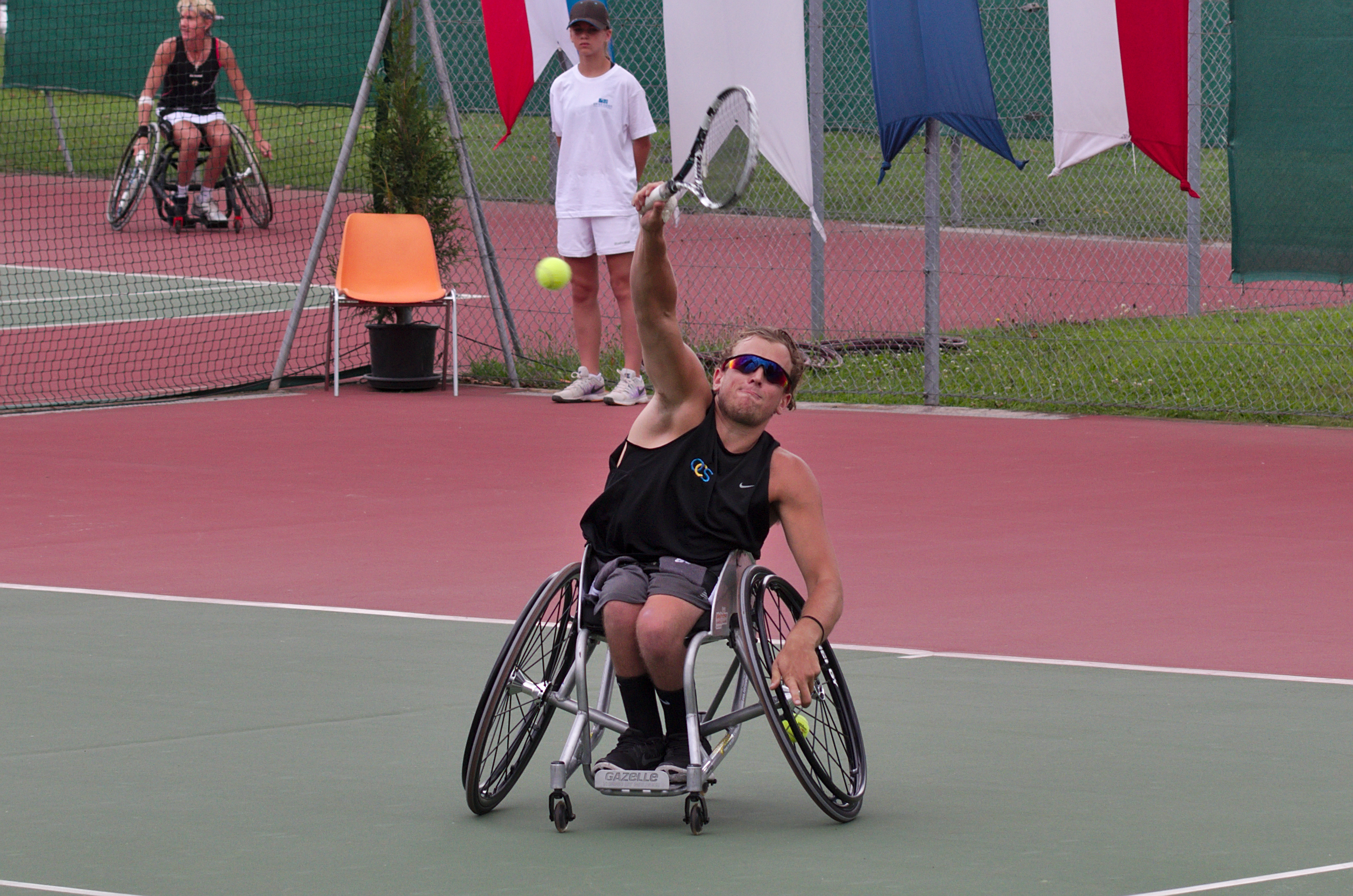
Dylan Alcott en Ginebra.

- 2009 - Medalla de la Orden de Australia.[14]
- 2015 - Nominado a la Medalla Newcombe de Tennis Australia.[22]
- 2015 - Tenis Australia Atleta más destacado con discapacidad.[23]
- 2015 - Premio a la excelencia del Victorian Institute of Sport.[24]
- 2016 - Premio del gobernador al deportista victoriano del año.[25]
- 2016 - Finalista para el 'Premio Don' Sport Australia salón de la fama premios.ref>«'The Don' 2016 Finalists Announced». Sport Australia Hall of Fame website. Archivado desde el original el 16 de octubre de 2016. Consultado el 13 de octubre de 2016.</ref>
- 2016 - Paralímpico australiano del año y Paralímpico masculino australiano del año.[4]
- 2016 - Premios Tenis Australia - Medalla Newcombe y compartió el Atleta Más Destacado con *Discapacidad con su compañero de dobles Heath Davidson.[26]
- 2016 - Atleta de élite del Victorian Institute of Sport con un premio por discapacidad.[27]
- 2018 - Campeón mundial en silla de ruedas cuádruple de la Federación Internacional de Tenis.[28]
- 2019 - Logie Awards - Premio Graham Kennedy al nuevo talento más popular.[29]
- 2019 - Atleta de élite del Victorian Institute of Sport con un premio por discapacidad.[30]
- 2019 - Tenis Australia Atleta más destacado con discapacidad.[31]